# Ричфілд (Огайо)
Ричфілд (англ. Richfield) — селище (англ. village) в США, в окрузі Самміт штату Огайо. Населення — 3729 осіб (2020).

## Географія
Ричфілд розташований за координатами 41°13′59″ пн. ш. 81°38′38″ зх. д. / 41.23306° пн. ш. 81.64389° зх. д. (41.233150, -81.643952).  За даними Бюро перепису населення США в 2010 році селище мало площу 24,14 км², з яких 24,14 км² — суходіл та 0,01 км² — водойми.

## Демографія
Згідно з переписом 2010 року, у селищі мешкало 3648 осіб у 1384 домогосподарствах у складі 1049 родин. Густота населення становила 151 особа/км².  Було 1471 помешкання (61/км²).
Расовий склад населення:
| - 96,8 % — білих - 1,4 % — азіатів - 0,7 % — чорних або афроамериканців - 0,1 % — корінних американців |

До двох чи більше рас належало 1,0 %. Частка іспаномовних становила 0,6 % від усіх жителів.
За віковим діапазоном населення розподілялося таким чином: 23,4 % — особи молодші 18 років, 58,8 % — особи у віці 18—64 років, 17,8 % — особи у віці 65 років та старші. Медіана віку мешканця становила 46,4 року. На 100 осіб жіночої статі у селищі припадало 101,5 чоловіків;  на 100 жінок у віці від 18 років та старших — 96,7 чоловіків також старших 18 років.
Середній дохід на одне домашнє господарство  становив 102 973 долари США (медіана — 64 375), а середній дохід на одну сім'ю — 124 560 доларів (медіана — 98 125). Медіана доходів становила 84 219 доларів для чоловіків та 46 644 долари для жінок. За межею бідності перебувало 2,2 % осіб, у тому числі 0,1 % дітей у віці до 18 років та 7,8 % осіб у віці 65 років та старших.
Цивільне працевлаштоване населення становило 1800 осіб. Основні галузі зайнятості: виробництво — 17,2 %, освіта, охорона здоров'я та соціальна допомога — 17,1 %, науковці, спеціалісти, менеджери — 16,5 %.